# Axel Fjellman
Axel Fjellman, född 17 november 1886 i Björsäter, död 12 juli 1967 i Mariestad, var en svensk fabrikör och ledande socialdemokratisk politiker i Mariestad. 
September 1914 öppnade han smides- och hovslageriverkstad vid Karlsro, senare Fjellmans Mekaniska Verkstad.
I samband med den socialdemokratiska partisprängningen 1917 gick majoriteten i den dåvarande arbetarekommunen i Mariestad till vänstersidan. Onsdagen 23 maj 1917 bildades en ny socialdemokratisk arbetarekommun med tio medlemmar och Axel Fjellman som ordförande.  1917 valdes han till sitt första kommunpolitiska uppdrag, ledamot i bostadsnämnden. 1931 valdes han till ordförande i drätselkammaren (kommunstyrelsen) trots att den då hade borgerlig majoritet.